# Finn Collin
Finn Collin, född 1949, är en dansk filosof. 
Finn Collin utbildade sig i filosofi vid Københavns Universitet i Danmark, med magisterexamen 1974. Han disputerade vid University of California, Berkeley i USA 1978 med den opublicerade avhandlingen Sensations samt 1985 vid Københavns Universitet med avhandlingen Theory of Understanding. A Critique of Interpretive Social Science.
Han var från 1998 professor i filosofi vid Københavns Universitet. Han leder tillsammans med Frederik Stjernfelt Humanomics research centre vid Aalborg universitet København i Köpenhamn.